# جنگ گانگسترها
جنگ گانگسترها (به انگلیسی: Gang War) یک فیلم سینمایی فیلم درام آمریکایی محصول سال ۱۹۵۸ میلادی به کارگردانی جین فاولر جونیور است. بازیگران اصلی فیلم چارلز برانسون، کنت تیلور، جنیفر هولدن، جان دوست، گلوریا هنری می‌باشند. این فیلم در ژوئیه سال ۱۹۵۸، توسط کمپانی فاکس قرن بیستم منتشر شد.

## تولید
فیلمبرداری از ۱۱ دسامبر ۱۹۵۷ آغاز شد.